# Khmilovka
Khmilovka (en rus: Хмыловка) és un poble del krai de Primórie, a l'Extrem Orient de Rússia, que el 2018 tenia 544 habitants. Pertany al districte rural de Partizanski.